# Judith van Wanroij
Judith van Wanroij (Groenlo, 9 januari 1974) is een Nederlandse operazangeres (sopraan). 
Na het behalen van het doctoraalexamen Nederlands Recht begon Judith van Wanroij haar zangstudie aan het Conservatorium van Amsterdam bij Charles van Tassel, Lucia Meeuwsen en Margreet Honig. Haar tweedefaseopleiding aan De Nieuwe Opera Academie van Amsterdam sloot zij in 2004 ‘met onderscheiding’ af. Daarnaast volgde ze masterclasses bij Noëlle Barker, Jard van Nes, Miranda van Kralingen, Henk Smit en Rudolf Jansen. In 2003 behaalde zij de eerste prijs in het oratoriumconcours Erna Spoorenberg Vocalisten Presentatie.
Judith van Wanroij treedt regelmatig als soliste op in binnen- en buitenland. Zij werkte daarbij met dirigenten als Frans Brüggen, Edo de Waart, William Christie, Kenneth Weiss en Simon Halsey.
Zij vertolkte diverse operarollen, waaronder de titelrol in La Périchole van Offenbach, Belinda, Second Woman en First Witch in Dido and Aeneas van Purcell, de sopraanpartijen in King Arthur van Purcell, Musetta in La Bohème van Puccini, Chauve-Souris in L'Enfant et les sortilèges van Ravel, Criside in Satyricon van Maderna, Papagena in Die Zauberflöte van Mozart, Karolina in Dvê Vdovy van Smetana, Julia in Der Vetter aus Dingsda van Künneke (De Nieuwe Nederlandse Operette) en de rollen Drusilla en Virtu in L'Incoronazione di Poppea van Monteverdi (operadebuut bij L’Opera de Lyon).
Zij maakte ook deel uit van de academie van Les Arts Florissants 2005 voor jonge zangers Le Jardin des Voix, waarmee ze een internationale tournee maakte langs gerenommeerde concertzalen in Europa en New York. Tijdens het Grachtenfestival in 2010 won Van Wanroij de GrachtenfestivalPrijs.
In december 2018 ontving ze een nominatie voor een Grammy Award in de categorie Best Opera Recording voor haar bijdrage aan het opera-album Lully: Alceste, uitgevoerd door de Belgische ensembles Les Talens Lyriques en le Chœur de chambre de Namur o.l.v. Christophe Rousset. De bekendmaking van het winnende album vindt plaats op 10 februari 2019.